# 昇進伝達式
昇進伝達式（しょうしんでんたつしき）は、大相撲の番付編成会議で新横綱、新大関が誕生した場合に、使者が当該力士のもと（基本的に相撲部屋）へ赴いてその旨を伝える儀式。

## 概要
場所後の番付編成会議で翌場所の番付編成が行われ、その際に新横綱・新大関・特例によらず復帰した大関が誕生した場合、決定の当日に当該力士のもとへ使者が派遣される（大関陥落後の場所の好成績により特例で大関に復帰した力士へは伝達式が行われない）。使者は、理事と審判委員各1人。理事は一門を問わない（最近は昇進力士が属する一門の理事が使者を務めることが多い）が、審判委員は必ず当該昇進力士が属する一門の委員が使者を務める。対して相撲部屋では力士本人と親方、親方の妻の3人で使者を出迎える。式では使者が昇進決定の口上を言い、現在では力士が「謹んでお受けいたします」と返答しその上で決意表明のコメントを述べる、という流れになっている。
今日、伝達式はほぼ形式的なものになっているが、新横綱、新大関は新番付の発表を待たずにこれを以てそれぞれの地位に基づいた待遇を受けることになる。類似のものとして、新十両力士への昇進通知があるが、これは明荷や化粧廻しなどの準備が必要になる新関取に配慮してのもので、伝達式のような行事は行わず、また当該力士の待遇は正式な番付発表まで幕下力士のままとなる。

## 歴史
明治36年（1903年）に常陸山谷右エ門が横綱免許を打診された際、「できれば二代目梅ヶ谷藤太郎と一緒にお願いしたい」と答えたと言われており、これが現在のような伝達式の端緒とされる。
大正6年（1917年）1月場所後、大錦卯一郎が横綱に、栃木山守也が大関に、と出羽海部屋の両力士が同時昇進を果たしたが、伝達式は一緒に行われたのかどうか、資料が少なくはっきりしない。その後、同様の例は一度もなく（二人とも大関の例では、昭和37年5月場所の栃ノ海晃嘉・栃光正之の同部屋同時昇進の伝達式が一緒に行われている）、平成5年（1993年）7月場所で、ともに二子山部屋の力士であった貴ノ花光司（当時大関・のち横綱貴乃花）と若ノ花勝（当時関脇・のち横綱若乃花）が、それぞれ横綱・大関への同時昇進の可能性があった時には、日本相撲協会も前例から学ぶことができずに苦慮したといわれる。結果的に、同場所では若ノ花の大関昇進だけ実現した。
昭和も戦後しばらくまで、番付編成会議は千秋楽の当夜、伝達式は翌朝に行われていた。鏡里喜代治や栃錦清隆、或いは若ノ花勝治に、自分が昇進出来るとは思わず使者が到着しても部屋に不在であったため、部屋関係者に慌てて呼び戻されたという逸話がある（現在では、編成会議は千秋楽の3日後に開かれることが多い）。
相撲協会によると伝達式の口上が現在のように「謹んでお受け致します…」という形が定着したのは昭和40年代ごろであり、初代・若乃花（当時若ノ花、1955年10月）は「ありがたくお受けします」、大鵬（1960年11月）は「喜んでお受けします。これからも頑張ります」だけであった。
通常使者を迎える側は、大関・横綱へ昇進する力士本人と、その師匠夫妻が伝達式に出席する。例外として、昭和56年（1981年）1月場所後に大関昇進と及び同年7月場所後に横綱昇進した千代の富士貢の場合、当時師匠の九重親方（元横綱北の富士勝昭）と昭和52年（1977年）10月に死去した先代九重親方（元横綱千代の山雅信）の未亡人が同席していた。これは北の富士が「千代の富士を相撲界に入門させたのは亡き先代九重の方だから」という配慮からであった（なお千代の富士の大関昇進時の九重親方は当時独身であり、その後千代の富士の弟弟子で、北の富士が九重を継いでからの入門である北勝海信芳の大関及び横綱昇進伝達式の時は、大関昇進時は再婚後の夫人と同席したが、横綱昇進時は千代の富士の昇進時と同様に千代の山未亡人と同席している。）。ちなみに北の富士は、1966年7月場所（名古屋場所）後の大関昇進の際には自身も当時所属の出羽海部屋関係者も予想だにしない出来事であったために事前の準備が出来ておらず、羽織袴を兄弟子だった横綱佐田の山から、足袋を近所に宿舎があった横綱柏戸から急ぎ借りて伝達式に臨んだが、間の悪いことに立ち会うべき師匠の8代出羽海夫妻も不在だったため、部屋頭の佐田の山が師匠代理を務めるという一幕もあった。
平成2年（1990年）3月場所後に霧島一博が大関に昇進した際は、師匠の井筒親方（元関脇鶴ヶ嶺昭男）の夫人が1979年に死去しており、再婚もしていなかったため、師匠と弟子の2人だけで使者を迎えた。令和5年（2023年）7月場所後に大関昇進の豊昇龍智勝も師弟だけで使者を迎えているが、事情は不明。ただし、令和7年（2025年）1月場所後の横綱昇進時は師弟と共に女将も同席して使者を迎えている。
また、平成17年（2005年）11月場所後に琴欧州勝紀（のち琴欧洲）が大関に昇進した際は、琴欧州を入門から指導して11月場所中に停年退職した師匠の12代佐渡ヶ嶽（元横綱琴櫻傑將）の出席も特例として認められ、直前に部屋を継承した13代佐渡ヶ嶽（元関脇琴ノ若晴將）夫妻と共に昇進伝達式に立ち会った。それから2年後、平成19年（2007年）7月場所後の琴光喜啓司の大関昇進時も、12代佐渡ヶ嶽は体調不安から後ろの方で椅子に座りながら伝達式を眺めていた（その大関昇進からわずか3週間後、12代佐渡ヶ嶽は66歳で死去）。
さらに、令和2年（2020年）9月場所後に正代直也が大関に昇進した時、師匠の時津風親方（元幕内時津海正博）が体調を崩して緊急手術を受けることとなり、部屋付きの枝川親方（元幕内蒼樹山秀樹）が代理出席した。
一般的に伝達式は所属する部屋または地方場所の宿舎で行われる。ただし平成29年（2017年）1月場所後の稀勢の里寛が横綱に昇進した際には、東京都江戸川区に所在する田子ノ浦部屋が狭く、優勝後には報道陣が殺到して入りきらないという事態が発生し、また「新横綱の門出を盛大に祝いたい」という部屋側の配慮から、伝達式は田子ノ浦部屋から千代田区の帝国ホテルに場所を変えて行われた。
昇進伝達式終了後、部屋の玄関前などで新横綱・新大関が部屋の力士（基本は幕下以下だが、旭富士正也の横綱昇進時や照ノ富士春雄の大関再昇進時・横綱昇進時、把瑠都凱斗は全員関取衆。豊昇龍の大関昇進時は騎馬後列の2人が関取。稀勢の里、大の里泰輝の横綱昇進時や小錦八十吉、朝乃山英樹は騎馬中央の1人だけ関取）による騎馬に乗って（体格などの都合で、新横綱・新大関は台に乗って、騎馬は組んでいる振りという場合もある）両腕を掲げるのが恒例となっている。
一人の関取が伝達式を複数経験する例として、大関昇進時と横綱昇進時にそれぞれ1回の計2回が多い。しかし大関陥落後に関脇10勝特例復帰ではない再大関昇進を達成した場合は大関昇進時の伝達式を複数回経験する場合もあり得る。その例として、魁傑將晃は新大関昇進時（1975年1月場所後）と大関再昇進時（1977年1月場所後）の計2回伝達式を経験。そして照ノ富士は新大関昇進時（2015年5月場所後）・大関再昇進時（2021年3月場所後）・横綱昇進時（2021年7月場所後）の計3回伝達式を経験した史上初の関取となった。

## 四字熟語
若貴ブームの最中、若乃花勝・貴乃花光司ら旧二子山部屋所属力士が大関及び横綱への昇進が決まった力士の伝達式での口上において「四字熟語」を使用していたことから、以降伝達式で四字熟語を用いるケース、もしくは伝達式で四字熟語を用いるか否かが話題になるケースが目立っている。
それ以前も四字熟語であることを意識させないシンプルな「一生懸命」を多くの力士が用い、初代貴ノ花に始まり、北の湖、若三杉、千代の富士、朝潮、先代霧島、朝青龍らが用いていた。
貴乃花光司は平成5年1月場所後の大関昇進で「『不撓不屈』の精神で相撲道に精進いたします」、平成6年（1994年）11月場所後の横綱昇進では「今後も『不撓不屈』の精神で、力士として相撲道に『不惜身命』を貫く所存でございます」と口上。また貴乃花の兄である若乃花勝は、平成5年7月場所後の大関昇進では「『一意専心』の気持ちを忘れず相撲道に精進します」、平成10年（1998年）5月場所後の横綱昇進では「『堅忍不抜』の精神で精進していきます」と、それぞれ若貴兄弟はほぼ定型なものになっていた伝達式での口上に新境地を与えた。さらに若貴兄弟と同じ二子山部屋の貴ノ浪貞博も、大関昇進の伝達式では『勇往邁進』という四字熟語を使用していた。
この3人の発言から、後に「四文字熟語を口上する」という誤解まで生まれることとなった。無論これは義務ではなく、伝達式で使わない力士もいる。北の富士勝昭は2021年7月場所後の照ノ富士の横綱昇進伝達式が行われた際に、「慣例の口上は『不動心を心掛け、横綱の品格、力量の向上に努めます』。誠にシンプルで私は好きだ。いっときはやった四字熟語だけは使ってくれるなと思っていたのでうれしい」と四字熟語否定派の立場を示した。一方、令和2年（2020年）9月場所後に、時津風部屋の正代直也が『至誠一貫』を口上で用いて、再び四字熟語の口上が注目されている。
なお、大関復帰により二度目の昇進伝達式を経験した魁傑と照ノ富士はともに「謹んでお受けいたします」とだけ述べている。魁傑は「（大関から陥落して）一度大関の名を汚してしまったので何と言えばいいのか」と悩んだ挙げ句、「謹んでお受けします」とだけ答えたという。照ノ富士は1度目の大関昇進伝達式と同じことを目指していることから「謹んでお受けします」とだけ答えたという 。
使用された四字熟語は以下の通り。
| 年月       | 名前     | 番付 | 四字熟語 |
| ---------- | -------- | ---- | -------- |
| 1993年1月  | 貴ノ花   | 大関 | 不撓不屈 |
| 1993年7月  | 若ノ花   | 大関 | 一意専心 |
| 1994年1月  | 貴ノ浪   | 大関 | 勇往邁進 |
| 1994年11月 | 貴乃花   | 横綱 | 不惜身命 |
| 1998年5月  | 若乃花   | 横綱 | 堅忍不抜 |
| 2000年3月  | 武双山   | 大関 | 正々堂々 |
| 2001年11月 | 栃東     | 大関 | 努力精進 |
| 2003年1月  | 朝青龍   | 横綱 | 一生懸命 |
| 2006年3月  | 白鵬     | 大関 | 全身全霊 |
| 2007年5月  | 白鵬     | 横綱 | 精神一到 |
| 2007年7月  | 琴光喜   | 大関 | 力戦奮闘 |
| 2008年11月 | 日馬富士 | 大関 | 全身全霊 |
| 2011年9月  | 琴奨菊   | 大関 | 万理一空 |
| 2012年9月  | 日馬富士 | 横綱 | 全身全霊 |
| 2014年3月  | 鶴竜     | 横綱 | 一生懸命 |
| 2017年5月  | 髙安     | 大関 | 正々堂々 |
| 2020年9月  | 正代     | 大関 | 至誠一貫 |
| 2023年7月  | 豊昇龍   | 大関 | 気魄一閃 |
| 2024年9月  | 大の里   | 大関 | 唯一無二 |
| 2025年1月  | 豊昇龍   | 横綱 | 気魄一閃 |
| 2025年5月  | 大の里   | 横綱 | 唯一無二 |

## その他
平成18年（2006年）3月場所後の大関昇進伝達式と、及び平成19年（2007年）5月場所後の横綱昇進伝達式での白鵬翔の場合、当時の師匠だった宮城野親方（元十両金親和行）夫妻が同席していた。だが白鵬が大相撲入門時から育ての親であった、当時部屋付きの熊ヶ谷親方（元前頭竹葉山真邦）の伝達式出席は共に認められず、別席から眺める形式となった。これについて当時の北の湖敏満理事長は、白鵬の横綱昇進時に横綱審議委員の内館牧子から「白鵬の師匠は誰ですか?」の質問に「熊ヶ谷です。今迄そうしてきたし、今後も熊ヶ谷が指導すべき」と返答していた（なお平成22年（2010年）11月場所後、熊ヶ谷と宮城野との名跡交換が行われたため、以後は宮城野親方（元竹葉山）が横綱白鵬の正式な師匠となっている）。
平成20年（2008年）11月場所後の日馬富士公平の大関昇進伝達式では、日馬富士の師匠である伊勢ヶ濱親方（元横綱旭富士正也）に関して、使者の一人である大島理事（元大関旭國斗雄）が、かつて伊勢ヶ濱の師匠（日馬富士からは大師匠）であり、さらにもう一人の使者の春日山審判委員（元前頭春日富士晃大）が、伊勢ヶ濱とは一時的に師弟関係だったということでも話題となった。